# Mare Winningham
Mare Winningham, född Mary Megan Winningham 16 maj 1959 i Phoenix i Arizona, är en amerikansk skådespelare och sångare. 
Winningham var Oscarsnominerad 1996 i kategorin bästa kvinnliga biroll för sin insats i filmen Georgia. Hon har vunnit två Emmy och en Camie.

## Filmografi (urval)
Film
- 1985 – St. Elmo's Fire
- 1988 – Miracle Mile
- 1989 – Turner & Hooch
- 1994 – Wyatt Earp
- 1994 – The War
- 1995 – Georgia
- 1997 – George Wallace
- 2008 – Swing Vote
- 2012 – Mirror, Mirror
- 2013 – Philomena
- 2019 – Dark Waters

TV
- 1983 – Törnfåglarna (TV-serie)
- 1996 – The Boys Next Door (TV-film)
- 2011 – Mildred Pierce (TV-serie)

## Diskografi
Studioalbum
- 1992 – What Might Be
- 1998 – Lonesomers
- 2007 – Refuge Rock Sublime
- 2014 – What's Left Behind